# Bulbul à lunettes bleues
Brachypodius nieuwenhuisii
Espèce
Statut de conservation UICN

 DD  : Données insuffisantes
Le Bulbul à lunettes bleues (Brachypodius nieuwenhuisii) est une espèce de passereaux de la famille des Pycnonotidae.
On le trouve à Brunei et à Sumatra.
Son habitat naturel est les forêts des plaines humides subtropicales ou tropicales.
Le statut de cet oiseau rarement vu n'est pas connu, principalement parce qu'on ne sait pas très bien si c'est une espèce distincte, ou un hybride de Bulbul cap-nègre (P. atriceps) et de Bulbul à ventre gris (P. cyaniventris) ou autre Pycnonotus.